# 熊野純彦
熊野 純彦（くまの すみひこ、1958年11月10日 - ）は、日本の哲学者・倫理学者・哲学史家。元・東京大学大学院人文社会系研究科倫理学研究室教授。神奈川県出身。
近現代ドイツ・フランス倫理学を中心に研究し、日本古典、日本思想に関する著作も多い。

## 経歴
神奈川県横須賀市生まれ、鎌倉市に育つ。栄光学園中学校・高等学校を経て、東京大学に入学、 1981年東京大学文学部倫理学専修課程卒業。1986年同大学院人文科学研究科博士課程単位取得満期退学。1987年明治学院大学講師を経て、1990年に北海道大学助教授、1996年東北大学助教授、2000年東京大学助教授、2007年教授。2015年から2017年度文学部長・人文社会系研究科長。2018年から2020年度東京大学附属図書館長。2023年3月に定年退任。4月から放送大学東京文京学習センター所長。
レヴィナス、カント、マルクスなど、ドイツ、フランスの近代の哲学者を中心に論じており、哲学史に関する著作や哲学古典の新訳も多い。

## 著書
- 『レヴィナス - 移ろいゆくものへの視線』（岩波書店） 1999年、新装版 2012年。岩波現代文庫 2017年
- 『レヴィナス入門』（ちくま新書） 1999年
- 『ヘーゲル　<他なるもの>をめぐる思考』（筑摩書房） 2002年
- 『カント 世界の限界を経験することは可能か』（日本放送出版協会、シリーズ・哲学のエッセンス） 2002年
- 『差異と隔たり 他なるものへの倫理』（岩波書店） 2003年
- 『戦後思想の一断面 哲学者廣松渉の軌跡』（ナカニシヤ出版） 2004年
- 『メルロ＝ポンティ 哲学者は詩人でありうるか?』（日本放送出版協会、シリーズ・哲学のエッセンス） 2005年
- 『西洋哲学史 - 古代から中世へ』（岩波新書） 2006年
- 『西洋哲学史 - 近代から現代へ』（岩波新書） 2006年
- 『和辻哲郎 - 文人哲学者の軌跡』（岩波新書） 2009年
- 『埴谷雄高 - 夢みるカント』（講談社、再発見日本の哲学） 2010年、講談社学術文庫 2015年
- 『マルクス 資本論の思考』（せりか書房） 2013年
- 『カント - 美と倫理とのはざまで』（講談社） 2017年
- 『マルクス 資本論の哲学』（岩波新書） 2018年
- 『本居宣長』（作品社） 2018年
- 『三島由紀夫』（清水書院、人と思想197） 2020年2月
- 『源氏物語＝反復と模倣』（作品社） 2020年3月
- 『サルトル 全世界を獲得するために』（講談社選書メチエ「極限の思想」） 2022年12月

### 共編著
- 『倫理学を学ぶ人のために』（宇都宮芳明共編、世界思想社） 1994年
- 『カント哲学のコンテクスト』（宇都宮芳明・新田孝彦共編、北海道大学図書刊行会） 1997年
- 『差異のエチカ』（吉澤夏子共編、ナカニシヤ出版） 2004年
- 『悪と暴力の倫理学』（麻生博之共編、ナカニシヤ出版） 2006年
- 『死生学2 死と他界が照らす生』（下田正弘共編、東京大学出版会） 2008年
- 『廣松渉哲学論集』（編、平凡社ライブラリー） 2009年
- 『現代哲学の名著 - 20世紀の20冊』（編、中公新書） 2009年
- 『日本哲学小史 - 近代100年の20篇』（編、中公新書） 2009年
- 『近代哲学の名著』（編、中公新書） 2011年
- 『西洋哲学史』全4巻（神崎繁・鈴木泉共編、講談社選書メチエ） 2011年 - 2012年
- 『人文知3 境界と交流』（佐藤健二共編、東京大学出版会） 2014年

### 監修ほか
- 『岩波講座 哲学』全15巻（編集委員、岩波書店） 2008年 - 2009年
  1. 『いま“哲学する”ことへ』
  2. 『形而上学の現在』
  3. 『言語 / 思考の哲学』
  4. 『知識 / 情報の哲学』
  5. 『心 / 脳の哲学』
  6. 『モラル / 行為の哲学』
  7. 『芸術 / 創造性の哲学』
  8. 『生命 / 環境の哲学』
  9. 『科学 / 技術の哲学』
  10. 『社会 / 公共性の哲学』
  11. 『歴史 / 物語の哲学』
  12. 『性 / 愛の哲学』
  13. 『宗教 / 超越の哲学』
  14. 『哲学史の哲学』
  15. 『変貌する哲学』
- 『高等学校 新倫理』（山田忠彰, 菅野覚明と共同監修、清水書院） 2014年
- 『図鑑 世界の哲学者』（サイモン・ブラックバーン監修、日本語版監修、東京書籍） 2020年
- 「極限の思想」シリーズ（大澤真幸とともに責任編集、講談社選書メチエ） 2021年〜

## 翻訳
- 『全体性と無限』上・下（エマニュエル・レヴィナス、岩波文庫） 2005年 - 2006年
- 『共同存在の現象学』（カール・レーヴィット、岩波文庫） 2008年
- 『存在と時間』全4巻（マルティン・ハイデッガー、岩波文庫） 2013年
- 『物質と記憶』（アンリ・ベルクソン、岩波文庫） 2015年
- 『精神現象学』上・下（G・W・F・ヘーゲル、ちくま学芸文庫） 2018年
- 『国家と神話』上・下（エルンスト・カッシーラー、岩波文庫） 2021年

### イマヌエル・カント
- 『純粋理性批判』（イマヌエル・カント、作品社） 2012年
- 『実践理性批判　倫理の形而上学の基礎づけ』（イマヌエル・カント、作品社） 2013年
- 『判断力批判』（イマヌエル・カント、作品社） 2015年
- 『人倫の形而上学 第一部 法論の形而上学的原理』（イマヌエル・カント、岩波文庫） 2024年